# Koramač
Koramač lat. Ferulago), biljni rod iz porodice štitarki s blizu pedeset vrsta jednogodišnjeg raslinja i trajnica. Ovaj rod ne smije se brkati s koromačem ili komoračem (Foeniculum).
Ime roda dolazi od latinskog ferula (=šiba), jer su njihove suhe stablike služile za kažnjavanje učenika.
U Hrvatskoj rastu dvije vrste koramača, to su istarski ili smolasti koramač (Ferulago galbanifera) i šumski ili divlji koramač (Ferulago sylvatica).

## Vrste
1. Ferulago akpulatii Akalin & Girdal
2. Ferulago angulata (Schltdl.) Boiss.
3. Ferulago antiochia Saya & Miski
4. Ferulago armena (DC.) Bernardi
5. Ferulago asparagifolia Boiss.
6. Ferulago aucheri Boiss.
7. Ferulago bernardii Tomk. & Pimenov
8. Ferulago biumbellata Pomel
9. Ferulago blancheana Post
10. Ferulago brachyloba Boiss. & Reut. ex Boiss.
11. Ferulago bracteata Boiss. & Hausskn.
12. Ferulago capillaris (Link ex Spreng.) Cout.
13. Ferulago carduchorum Boiss. & Hausskn.
14. Ferulago cassia Boiss.
15. Ferulago contracta Boiss. & Hausskn.
16. Ferulago galbanifera (Mill.) W.D.J.Koch
17. Ferulago glareosa Kandemir & Hedge
18. Ferulago granatensis Boiss.
19. Ferulago humilis Boiss.
20. Ferulago idaea Özhatay & Akalin
21. Ferulago isaurica Pesmen
22. Ferulago kurdica Post
23. Ferulago lutea (Poir.) Grande
24. Ferulago macedonica Micevski & E.Mayer
25. Ferulago macrocarpa (Fenzl) Boiss.
26. Ferulago macrosciadia Boiss. & Balansa
27. Ferulago mughlae Pesmen
28. Ferulago nodosa (L.) Boiss.
29. Ferulago pachyloba (Fenzl) Boiss.
30. Ferulago phialocarpa Rech.f. & Riedl
31. Ferulago platycarpa Boiss. & Balansa
32. Ferulago sandrasica Pesmen & Quézel
33. Ferulago sartorii Boiss.
34. Ferulago scabra Pomel
35. Ferulago serpentinica Rech.f.
36. Ferulago setifolia K.Koch
37. Ferulago silaifolia (Boiss.) Boiss.
38. Ferulago stellata Boiss.
39. Ferulago subvelutina Rech.f.
40. Ferulago sylvatica (Besser) Rchb.
41. Ferulago syriaca Boiss.
42. Ferulago thirkeana (Boiss.) Boiss.
43. Ferulago thyrsiflora (Sm.) W.D.J.Koch
44. Ferulago trachycarpa Boiss.
45. Ferulago trojana Akalin & Pimenov
46. Ferulago vesceritensis Coss. & Durieu ex Batt.
47. Ferulago westii (Post) Pimenov & Kljuykov